# Аманда Тенфйорд
Аманда Тенфйорд (нар. 9 січня 1997) — греко-норвезька співачка та авторка пісень. Аманда народилася в Греції, проте виросла у Тенфйорді, Норвегія. Представниця Греції на Пісенному конкурсі Євробачення 2022 в Турині.

## Ранні роки
Аманда Клара Георгіадіс Тенфйорд народилася 9 січня 1997 року в сім'ї норвежки Ґрети Катрін Тенфйорд і грека Константіноса Георгіадіса. Аманда прожила свої перші роки в Греції, перш ніж вони з родиною переїхали до Теннфйорда, Мере-ог-Ромсдал.
Тенфйорд навчалася в тому ж класі школи Фагерлія, що й співачка Сігрід, і заявила, що остання була її натхненням для продовження своєї кар'єри як артистки.
У 2015 році Аманда переїхала до Тронгейма, щоб почати медичне навчання в Норвезькому університеті природничих та технічних наук. Пізніше, у 2019 році, Тенфйорд оголосила, що поставила своє важке навчання на паузу, щоб зосередитися на музиці.

## Кар'єра
Тенфйорд почала брати уроки гри на фортепіано у віці 5 років. Її пісня «Run» отримала музичну премію у 2015 році й з'явилася в рекламному відео Personskadeforbundet LTN у 2014 році.
У 2016 році вона брала участь у музичному конкурсі The Stream, організованому TV 2 Norway, де увійшла до 30 найкращих учасників. У 2018 році вона з'явилася в програмі на P3 Live у 2019 році з піснею «Let Me Think».
Аманда також гастролювала з норвезькою групою Highasakite. У 2019 році співачка грала на музичному фестивалі Trondheim Calling. У тому ж році Тенфйорд була нагороджена Молодіжною культурною премією муніципалітету Харам.

### Пісенний конкурс Євробачення
У 2021 році Аманда Тенфйорд була обрана представницею Греції на Пісенному конкурсі Євробачення 2022. У півфіналі конкурсу співачка здобула перше місце за результатами голосування журі та загальне третє місце з 211 балами, що дозволило Греції кваліфікуватися до фіналу Євробачення. 14 травня 2022 року у фіналі конкурсу Аманда посіла 8 місце з 215 балами.

## Дискографія

### Альбоми
- In Hindsight (2022)

### EP
| Назва                      | Рік  | Лейбл                |
| -------------------------- | ---- | -------------------- |
| First Impression           | 2018 | Propeller Recordings |
| Miss the Way You Missed Me | 2021 | Propeller Recordings |

### Сингли
| Назва                        | Рік  | Альбом                     |
| ---------------------------- | ---- | -------------------------- |
| «Run»                        | 2014 | Поза альбомом              |
| «I Need Lions»               | 2016 | Поза альбомом              |
| «Man of Iron»                | 2017 | Поза альбомом              |
| «First Impression»           | 2018 | First Impression           |
| «No Thanks»                  | 2018 | First Impression           |
| «Pick a Card»                | 2018 | First Impression           |
| «Let Me Think»               | 2018 | First Impression           |
| «The Floor Is Lava»          | 2019 | Поза альбомом              |
| «Troubled Water»             | 2019 | Поза альбомом              |
| «Kill The Lonely»            | 2019 | Miss the Way You Missed Me |
| «Pressure»                   | 2020 | Miss the Way You Missed Me |
| «As If»                      | 2020 | Miss the Way You Missed Me |
| «Then I Fell in Love»        | 2020 | Miss the Way You Missed Me |
| «Miss the Way You Missed Me» | 2021 | Miss the Way You Missed Me |